# Marquard Schwarz
Marquard Schwarz (n. 30 iulie 1887, Saint Louis, Missouri, SUA – d. 17 februarie 1968, Santa Monica, California, SUA) a fost un înotător ce a reprezentat Statele Unite ale Americii, medaliat olimpic. A participat la o ediție a Jocurilor Olimpice (1904) în care a câștigat două medalii de bronz.